# Karel D'Haene
Karel D'Haene (5 september 1980, Kortrijk) is een gewezen Belgische voetballer die doorgaans als centrale verdediger speelde. 

## Carrière
Karel D'Haene werd opgeleid bij SV Waregem, maar verscheen pas in de hoogste klasse bij Antwerp in het seizoen 2000-2001. Hij brak door bij de Great Old op het middenveld alhoewel hij er als verdediger begon. Onder Regi Van Acker had D'Haene het moeilijk om een plaats te veroveren, maar diens vertrek opende plots veel deuren. D'Haene werd het seizoen erop namelijk een constante onder Wim De Coninck en later Henk Houwaart. Hij speelde meestal als zes voor de verdediging. Houwaart zag tijdens het seizoen 2002–03 zelfs een linker middenvelder in D'Haene. Na dat seizoen zou D'Haene doorgaans als centrale verdediger gaan fungeren. 
De verdediger speelde in het totaal drie seizoenen voor de Antwerpse ploeg en besloot toen een buitenlands avontuur aan te gaan. D'Haene maakte de overstap naar Turkije. Twee seizoen lang verdedigde hij de kleuren van Trabzonspor. Het seizoen daarop kwam hij uit voor Vestel Manisaspor. D'Haene trok daarna terug naar de Belgische competitie. Sinds het seizoen 2006-2007 speelt de overigens perfect tweevoetige Waregemnaar bij SV Zulte Waregem waar hij bijna altijd als centrale verdediger speelt.

## Statistieken
| seizoen | club              | land   | competitie         | wed. | goals |
| ------- | ----------------- | ------ | ------------------ | ---- | ----- |
| 2000/01 | Royal Antwerp FC  | België | Jupiler League     | 6    | 0     |
| 2001/02 | Royal Antwerp FC  | België | Jupiler League     | 29   | 1     |
| 2002/03 | Royal Antwerp FC  | België | Jupiler League     | 24   | 0     |
| 2003/04 | Trabzonspor       | TUR    | Süper Lig          | 27   | 0     |
| 2004/05 | Trabzonspor       | TUR    | Süper Lig          | 17   | 1     |
| 2005/06 | Vestel Manisaspor | TUR    | Süper Lig          | 26   | 2     |
| 2006/07 | SV Zulte Waregem  | België | Jupiler League     | 22   | 2     |
| 2007/08 | SV Zulte Waregem  | België | Jupiler League     | 29   | 0     |
| 2008/09 | SV Zulte Waregem  | België | Jupiler League     | 33   | 1     |
| 2009/10 | SV Zulte Waregem  | België | Jupiler League     | 20   | 3     |
| 2010/11 | SV Zulte Waregem  | België | Jupiler League     | 23   | 3     |
| 2011/12 | SV Zulte Waregem  | België | Jupiler Pro League | 25   | 1     |
| 2012/13 | SV Zulte Waregem  | België | Jupiler Pro League | 40   | 0     |
| 2013/14 | SV Zulte Waregem  | België | Jupiler Pro League | 38   | 2     |
| 2014/15 | SV Zulte Waregem  | België | Jupiler Pro League | 24   | 1     |
| 2015/16 | SV Zulte Waregem  | België | Jupiler Pro League | 0    | 0     |
|         |                   |        | Totaal             | 313  | 16    |

## Trivia
In januari 2010 werd een doelpunt van Karel D'Haene verkozen tot "het doelpunt van de week" door de kijkers van Sporza en Extra Time.